# Aurora (bateau)
Pour les articles homonymes, voir Aurora.
Le voilier à vapeur Aurora a été construit en 1876 par le chantier naval Alexander Stephen and Sons, de Glasgow en Écosse pour le compte de la Compagnie Dundee de chasse aux phoques et baleines (Dundee Seal and Whale Fishing Company). Il fut d'abord utilisé dans les mers du Nord et sa construction lui permit de résister au mauvais temps et aux glaces fréquentes dans ces parages. Cette solidité devait par la suite lui permettre de participer à des expéditions variées autour du globe.

## Chasse à la baleine
De 1876 à 1910, l’Aurora fit chaque année le voyage de Glasgow à Saint-Jean (Terre-Neuve, Canada) pour chasser le phoque et la baleine dans les eaux arctiques. Durant cette période il connut quelques péripéties remarquables. En 1884 l’Aurora tenta sans succès de sauver l'expédition Greely pour toucher l'argent de la récompense et en 1891 le navire sauva l'équipage du Polynia dont le bateau avait été coulé par les glaces.

## L'expédition antarctique australasienne
En 1910 le navire fut acheté par le géologue Douglas Mawson pour son expédition antarctique australasienne. L’Aurora transporta l'expédition en décembre 1911 d'Hobart en Tasmanie jusqu'à l'île Macquarie qui avait été choisie comme base arrière des opérations de Mawson. Une fois la base installée, l'expédition reprit la mer pour la baie du Commonwealth en Antarctique, qu'elle atteignit le 7 janvier 1912. Le bateau débarqua Mawson et son équipe à Cap Denison et l'équipage participa à la construction de la « cabane de Mawson » où l'expédition devait hiverner, puis l’Aurora reprit la route pour Hobart pour ne pas être piégé par la banquise durant l'hiver.
En décembre 1912, l’Aurora revint rechercher les membres de l'expédition mais découvrit que Douglas Mawson, Xavier Mertz, et Belgrave Ninnis étaient partis en expédition en traîneau et n'étaient toujours pas revenus. Le capitaine attendit leur retour mais le mouillage de mauvaise qualité et les vents extrêmement violents entraînèrent la rupture de la chaîne d'ancre. Fin janvier le navire dut abandonner l'expédition pour ne pas être bloqué pour l'hiver par les glaces. L’Aurora laissa à terre une équipe de 6 hommes avec d'amples provisions puis prit le large. Mawson, seul survivant de l'expédition en traîneau, arriva juste à temps pour voir l’Aurora disparaître à l'horizon.
L’Aurora revint dans la baie du Commonwealth le 12 décembre 1913 où il récupéra les sept hommes et retourna en Australie.

## Expédition Endurance
En 1914, sir Ernest Shackleton chargea l’Aurora de participer à la création de dépôts d'approvisionnement sur le futur parcours de l'expédition Impériale Transantarctique. Après avoir été retardé par la banquise dans le détroit de McMurdo, l’Aurora réussit à se frayer son chemin vers le sud et put déposer à terre en janvier 1915 les équipes chargées de mettre en place les dépôts. L’Aurora se rendit ensuite dans la baie Discovery où il mouilla le 12 mars 1915 et continua à décharger du ravitaillement.

### Dérive de l'Aurora
- La dérive de l’Aurora, sa libération puis sa retraite vers Port Chalmers.

La dérive de l’Aurora, sa libération puis sa retraite vers Port Chalmers.

En mai l’Aurora fut bloqué dans les glaces puis repoussé vers le large abandonnant les hommes qui étaient en train de mettre en place les dépôts. Le bateau ne put échapper aux glaces que le 12 février 1916, date à laquelle il retourna à Port Chalmers en Nouvelle-Zélande pour effectuer des réparations, port qu'il atteignit le 3 avril.

### Sauvetage du groupe de la mer de Ross
Après l'épopée légendaire de l'expédition de l’Endurance en mer de Weddell, Ernest Shackleton arriva en Nouvelle-Zélande en décembre 1916. On lui apprit que l'équipe de la mer de Ross était bloquée en Antarctique. L’Aurora ayant été réparé et après discussion avec le capitaine du navire, Shackleton embarqua et mit le cap  sur l'île de Ross pour rapatrier ses hommes. Le 10 janvier 1917, le bateau rencontra la glace près du cap Royds et se dirigea vers Cap Evans. Une semaine plus tard Shackleton et les 7 survivants de l'équipe de la mer de Ross, qui avaient pu être récupérés, reprenaient la direction de Wellington en Nouvelle-Zélande.

## Disparition

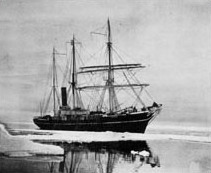
L’Aurora en 1914.

Sur le retour en Nouvelle-Zélande, le navire est vendu par Shackleton à un transporteur de charbon pour servir de vraquier. L'Aurora quitte Newcastle, en Nouvelle-Galles du Sud, le 20 juin 1917 à destination d'Iquique au Chili et est officiellement porté disparu le 2 janvier 1918,. Parmi les disparus, James Paton, le bosco du navire.

## Les capitaines de l’Aurora
Voici une liste partielle des capitaines de l’Aurora :
- J. Fairweather (vers 1882 - vers 1886) ;
- William Jackman (en) (vers 1895) ;
- John King Davis (1911 - 1914, 1916 - perte du navire) ;
- Æneas Mackintosh (1914 - 1916).